# Indianapolis Ice
Indianapolis Ice var en ishockeyklubb i Indianapolis, Indiana, som spelade i International Hockey League från 1988–99 och i Central Hockey League från 1999–2004. Deras ursprungsarena var Indiana State Fair Coliseum vid Indiana State Fair vid stadens nordöstra sidan. De spelade därefter vid Market Square Arena. Efter Market Square Arena revs spelade man några hemmamatcher vid Conseco Fieldhouse varje år men mestadels av matcher spelades vid Pepsi Coliseum. Deras största rival under 1990-talet var Fort Wayne Komets. Laget kan vara mest känt för att man lät tidigare NBA-spelaren Manute Bol spela i en match, vilket mest var ett PR-trick. På grund av problem med utrustningen spelade Bol inte i matchen.
År 2004 bildades ett nytt lag vid namn Indiana Ice i United States Hockey League efter att CHL Ice flyttat till Topeka, Kansas. Laget spelar också vid Pepsi Coliseum och Conseco Fieldhouse, som numera heter Bankers Life Fieldhouse.
Ice vann Turner Cup 1997 och Ray Miron Cup 2000.
Noterbara spelare är Dominik Hašek (Stanley Cup-vinnare), Dean McAmmond, Rob Conn, Ray LeBlanc (amerikansk olympiker), Kip Miller (Hobey Baker-vinnare), Yvan Corbin, Shawn Silver, Gus Lampos och Stephane Lauer.

## Säsongsrekord
Not: SM = Spelade matcher, V = Vinster, F = Förluster, O = Oavgjorda, OTF = Övertidsförluster, P = Poäng, MF = Mål för, MM = Mål mot, UTV = Utvisningsminuter

### IHL
| Säsong  | SM | V  | F  | OTF | P   | MF  | MM  | UTV  | Placering    | Slutspel           |
| 1988–89 | 82 | 26 | 54 | 2   | 54  | 312 | 430 | -    | 5:a, West    |                    |
| 1989–90 | 82 | 53 | 21 | 8   | 114 | 315 | 237 | -    | 1:a, West    | Turner Cup-mästare |
| 1990–91 | 82 | 48 | 29 | 5   | 101 | 342 | 264 | -    | 2:a, West    |                    |
| 1991–92 | 82 | 31 | 41 | 10  | 72  | 272 | 329 | -    | 5:a, East    |                    |
| 1992–93 | 82 | 34 | 39 | 9   | 77  | 324 | 347 | 2155 | 2:a, Central |                    |
| 1993–94 | 81 | 28 | 46 | 7   | 63  | 257 | 329 | 2170 | 3:a, Central |                    |
| 1994–95 | 81 | 32 | 41 | 8   | 72  | 273 | 330 | 1490 | 4:a, Midwest |                    |
| 1995–96 | 82 | 43 | 33 | 6   | 92  | 304 | 295 | 1699 | 3:a, North   |                    |
| 1996–97 | 82 | 44 | 29 | 9   | 97  | 289 | 230 | 2388 | 1:a, Central |                    |
| 1997–98 | 82 | 40 | 36 | 6   | 86  | 245 | 261 | 1947 | 3:a, Central |                    |
| 1998–99 | 82 | 33 | 37 | 12  | 78  | 243 | 277 | 1946 | 3:a, Central |                    |

### CHL
| Säsong  | SM | V  | F  | OTF | P  | MF  | MM  | UTV  | Placering      | Slutspel                  |
| 1999–00 | 70 | 39 | 28 | 3   | 81 | 290 | 244 | 1491 | 2:a, West      | Miron Cup-mästare         |
| 2000–01 | 70 | 31 | 32 | 7   | 69 | 239 | 260 | 1912 | 4:a, East      | Förlust i rond 1          |
| 2001–02 | 64 | 30 | 37 | 7   | 47 | 192 | 237 | 2119 | 4:a, Northeast | Ingen kvalificering       |
| 2002–03 | 64 | 39 | 16 | 9   | 87 | 206 | 173 | 1192 | 1:a, Northeast | Förlust i conferencefinal |
| 2003–04 | 64 | 37 | 23 | 4   | 78 | 202 | 181 | 1237 | 2:a, Northeast | Förlust i rond 1          |